# Орлівське (Подільський район)
Орлі́вське — село Окнянської селищної громади Подільського району Одеської області України. Населення становить 480 осіб.

## Історія
За радянської влади було назване на честь Ткаченка П. І. (?-1936) – особи, причетної до встановлення радянської влади та діяльності комуністичної партії на Одещині (більшовик, у 1923 р. секретар підпільного Бессарабського комітету комуністичної партії, голова колгоспу «Друга п’ятирічка» у с. Липецьке) 
19 вересня 2024 року Верховна Рада підтримала перейменування села Ткаченка на Орлівське. 26 вересня 2024 року перейменування набуло чинності.
12 червня 2020 року, відповідно до Розпорядження Кабінету Міністрів України від № 724-р «Про визначення адміністративних центрів та затвердження територій територіальних громад Одеської області», увійшло до складу Окнянської селищної громади.
19 липня 2020 року, в результаті адміністративно-територіальної реформи і ліквідації Окнянського району, село увійшло до складу новоутвореного Подільського району. 

## Населення
Згідно з переписом УРСР 1989 року чисельність наявного населення села становила 500 осіб, з яких 244 чоловіки та 256 жінок.
За переписом населення України 2001 року в селі мешкало 480 осіб.

### Мова
Розподіл населення за рідною мовою за даними перепису 2001 року:
| Мова       | Відсоток |
| ---------- | -------- |
| українська | 87,92 %  |
| румунська  | 8,96 %   |
| російська  | 2,50 %   |
| болгарська | 0,63 %   |